# Natalscia thomsoni
Natalscia thomsoni is een pissebed uit de familie Philosciidae. De wetenschappelijke naam van de soort is voor het eerst geldig gepubliceerd in 1982 door Taiti & Ferrara.